# Doros conopseus
Doros conopseus là một loài ruồi trong họ Ruồi giả ong (Syrphidae). Loài này được Fabricius mô tả khoa học đầu tiên năm 1775. Doros conopseus phân bố ở vùng Cổ Bắc giới